# Benguela (province)
Pour les articles homonymes, voir Benguela (homonymie).
La province de Benguela est une province de l'Angola. Sa population dépasse les deux millions d'habitants sur une surface de 31 788 km2. Sa capitale est la ville de Benguela.

## Subdivisions administratives
La province de Benguela est divisée en dix municipalités (Municípios)[réf. souhaitée] :
- Baía Farta (pt)
- Balombo (pt)
- Benguela
- Bocoio (pt)
- Caimbambo (pt)
- Catumbela
- Chongorói (pt)
- Cubal (pt)
- Ganda (pt)
- Lobito

## Géographie
Le Lupangue en est le point culminant (2 554 m).

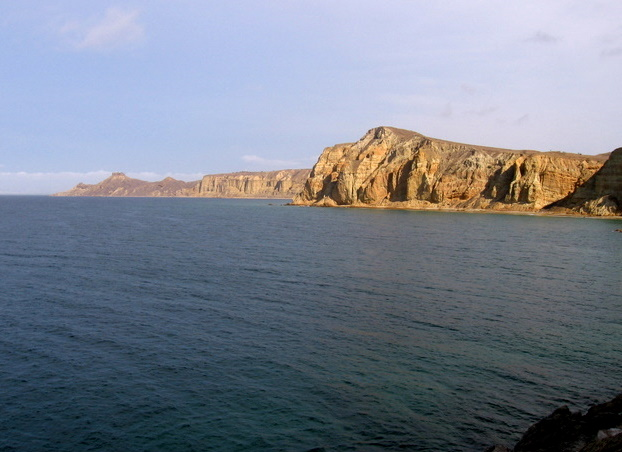
La Baia Azul (baie Bleue) à l'ouest de la ville de Benguela.